# Lotta Almblad
Åsa Annelie Charlotte „Lotta“ Almblad Lindefors (* 28. April 1972 in Stenbrohult) ist eine ehemalige schwedische Eishockeyspielerin. Sie spielte von 1999 bis 2004 für  Mälarhöjden/Bredäng Hockey (auch MB Hockey), zuvor für FoC Farsta und den Västerhaninge IF. Dabei wurde sie insgesamt fünf Mal Schwedischer Meister: 1999 mit FoC sowie 2000, 2001, 2002 und 2003 mit MB Hockey.
Bei den Olympischen Winterspielen 2002 in Salt Lake City gewann sie mit der schwedischen Nationalmannschaft die Bronzemedaille, zudem wurde sie 1996 Europameisterin. Für Schweden bestritt sie insgesamt 122 Länderspiele, in denen sie 50 Tore erzielte.

## Erfolge und Auszeichnungen
- 1999 Schwedischer Meister mit FoC Farsta
- 2000 Schwedischer Meister mit Mälarhöjden/Bredäng Hockey
- 2001 Schwedischer Meister mit Mälarhöjden/Bredäng Hockey
- 2002 Schwedischer Meister mit Mälarhöjden/Bredäng Hockey
- 2003 Schwedischer Meister mit Mälarhöjden/Bredäng Hockey

### International
- 1993 Silbermedaille bei der Europameisterschaft
- 1995 Silbermedaille bei der Europameisterschaft
- 1996 Goldmedaille bei der Europameisterschaft
- 2002 Bronzemedaille bei den Olympischen Winterspielen